# Clambus malleolus
Clambus malleolus is een keversoort uit de familie oprolkogeltjes (Clambidae). De wetenschappelijke naam van de soort werd in 1965 gepubliceerd door Sebastian Endrödy-Younga.